# 마드리드 왕궁

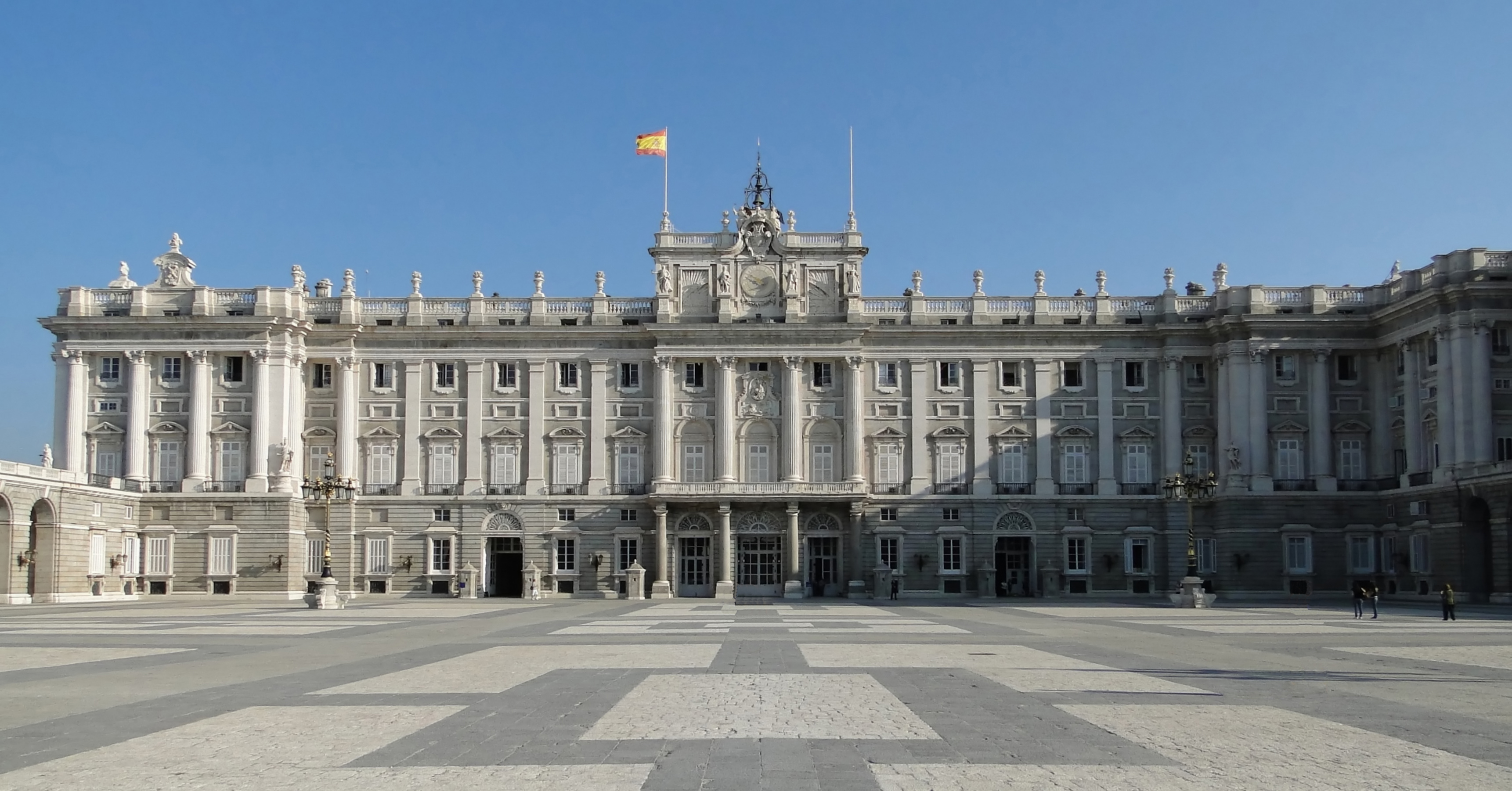
마드리드 왕궁의 앞면

마드리드 왕궁(스페인어:  Palacio Real de Madrid)은 스페인의 왕실 공식 관저이다. 사실 마드리드 외곽의 작은 궁전인 사르수엘라 궁에 머물고 있다. 국가적 상황에만 사용이 되는 것이 원칙이다. 뿐만 아니라 서부 유럽을 통틀어서는 2,800여 개 이상의 방과 135,000 m²의 크기로 단연 최대의 크기를 자랑한다.
궁전은 마드리드 서부 중심가의 서쪽 바일렌 거리에 있으며 만사나레스 강변에 있다. 스페인 지하철의 오페라 역에서 금방 갈 수 있다. 부분적으로만 일반에 공개되어 있다.

## 역사
궁전의 역사는 9세기 성곽으로까지 거슬러 올라간다. 당시 마이리트라고 불리던 이 지방은 모하마드 1세의 성벽의 일환으로 지어졌다. 이후 1036년 경에는 무어인이 건설한 톨레도 왕국의 소유로 넘어갔다. 마드리드가 카스티야의 손으로 넘어가자 마드리드 왕궁은 카스티야 군주가 거의 사용하지 않게 된다. 1329년 카스티야의 알폰소 11세는 최초로 스페인 국회를 마드리드 왕궁에 소집한다. 이후 펠리페 2세는 그의 궁정을 마드리드 왕궁으로 옮겼다.
구 성곽(스페인어: Antiguo Alcázar)은 16세기에 지어졌지만 1734년 12월 24일 불타버렸다. 펠리페 5세는 새로운 궁전을 다시 짓도록 명하였다. 건축에만 15년 이상이 소요된 것으로 알려져 있다. 이후 1764년 카를로스 3세가 최초로 새 궁전에 머물게 되었다.
벨라스케스를 비롯해 티에폴로, 고야 등의 최고 화가들이 궁전의 보수 작업에 착수 하였다. 스페인 왕가가 수집해온 역사적인 작품들이 궁전에 전시되어 있다. 13세기 이전의 무기를 비롯하여 포르셀린, 가구 등도 소장품에 속한다.
궁전 아래의 서쪽 편에는 정원이 있다. 스페인어로는 "캄포 델 모로"라고 하는데 이 이름은 당시 이슬람 군주가 기독교 세력으로부터 다시 마드리드를 탈환하고자 붙인 이름이라고 한다. 남쪽에는 성당이 있고 북쪽으로는 사바티니 정원이 위치한다. 이 정원은 정원 건축가의 이름을 따서 명명되었다.
펠리페 왕자와 레티시아 오르티스 로카솔라노 왕세자비 결혼식이 2004년 5월 22일 궁전의 중앙 광장에서 치러졌다.